# میخ‌پنجه
میخ‌پَنجه یا کوکال (نام علمی: Centropus) نام یک سرده از تیره کوکو است.
شست پنجه پای این پرندگان بلند و میخی است و به این خاطر میخ‌پنجه نام گرفته‌اند.